# Braubach

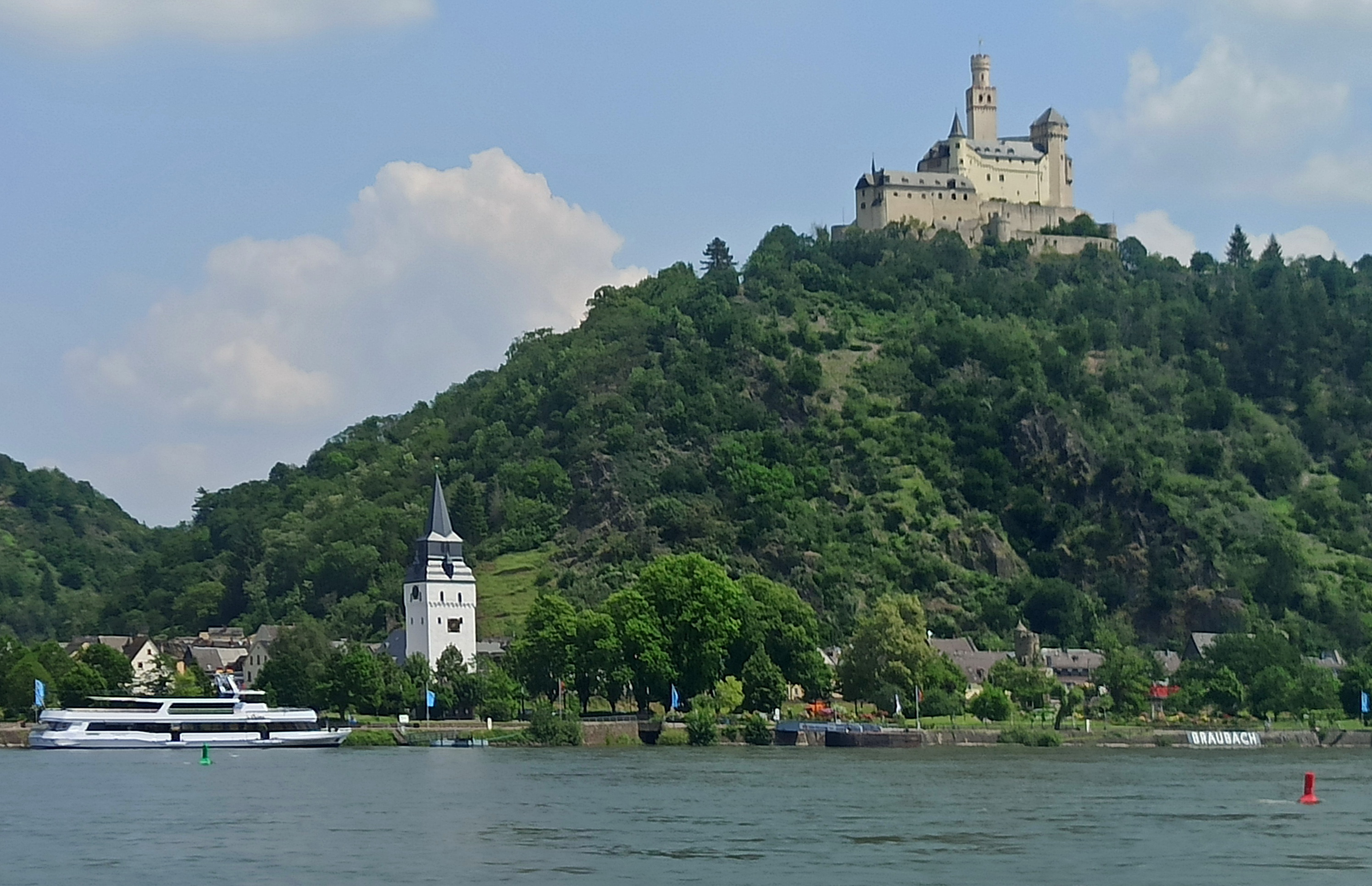
Braubach avec Marksburg, vu d'en face du fleuve ; photo de 2021

Braubach est une ville en Rhénanie-Palatinat, dans l'arrondissement de Rhin-Lahn. Elle fait partie de la communauté des communes Loreley, dont elle est la plus grande agglomération avec plus de 3 000 habitants. La ville se trouve dans la vallée du Haut-Rhin moyen, qui est la section inscrite au patrimoine mondial de l'UNESCO. Braubach est connu du fait du Marksburg, qui est le seul château fort jamais détruit depuis sa construction au Moyen Âge, parmi les nombreux châteaux forts de la vallée du Rhin moyen.

## Situation géographique
Braubach se situe sur la rive droite du Rhin à environ 10 km au sud de la ville de Coblence, à l’endroit où le ruisseau Mühlbach, affluent du Rhin, a creusé deux vallées profondes dans le massif schisteux rhénan, de façon à isoler une montagne avec des pentes abruptes presque tout autour, y compris vers le fleuve. Compte tenu de cette position idéale, au Moyen Âge, le fameux château fort du Marksburg a été construit au point le plus haut.
Ces vallées ont également favorisé la construction de chemins reliant la vallée du Rhin avec les localités sur les hauteurs du Taunus (qui fait partie du massif schisteux rhénan).

## Histoire
La colline du Marksburg a déjà été colonisée par les Celtes durant la période de La Tène (environ 400 à 100 av. J.-C.)
La première mention connue du village "Briubach super fluvium Reni" été faite par un certain Helingarius (ou Helmgar) le 28 juillet 692, lorsque celui-ci, pour le salut de son âme, faisait don d’une vigne à l’abbé Giso de la basilique St. Cassius et Florentius de Bonn (aujourd’hui la cathédrale de Bonn). Ceci constitue également un des plus anciens témoignages écrits sur la viticulture en vallée droite du Rhin.
Avec la construction du château fort du Marksburg (premier témoignage écrit en 1231), il est probable qu’un village s’est constitué en bas du château, à l’endroit de l’actuelle vieille ville.
Le 1er décembre 1276, le roi Rodolphe 1er de Habsbourg accordait à Gottfried de Eppstein pour sa ville de Braubach sur le Rhin les mêmes droits que ceux d’autres villes du Saint-Empire tout en autorisant l’appellation de « Freistadt » (ville libre).
La famille Eppstein était alors propriétaire en fief du château fort et de la ville pour le compte du Palatinat du Rhin. En 1283 ce sont les comtes de Katzenelnbogen qui devenaient maitres du lieu avec Eberhard Ier (de). Plus tard, en 1479, suivirent les landgraves de Hesse ; ces derniers introduisirent la réforme protestante.
Lors du partage des successions en Hesse en 1567, la totalité du comté sud de Katzenelnbogen y compris l’administration Braubach était attribuée au landgrave Philippe II de Hesse-Rheinfels.
Braubach devenait alors une résidence secondaire princière. Dans ce but, entre 1567 et 1570, Philippe II fit construire à Braubach le château Philippsburg, se situant à la limite sud de la ville en dessous du Marksburg.
Après la mort prématurée de Philippe II en 1583, les villes de Braubach et de Rhens devaient quitter l’union politique avec le comté sud de Katzenelnbogen, car Philippe avait légué ces deux villes en douaire à vie pour sa veuve Anna Elisabeth, qui était une fille de Frédéric III du Palatinat.

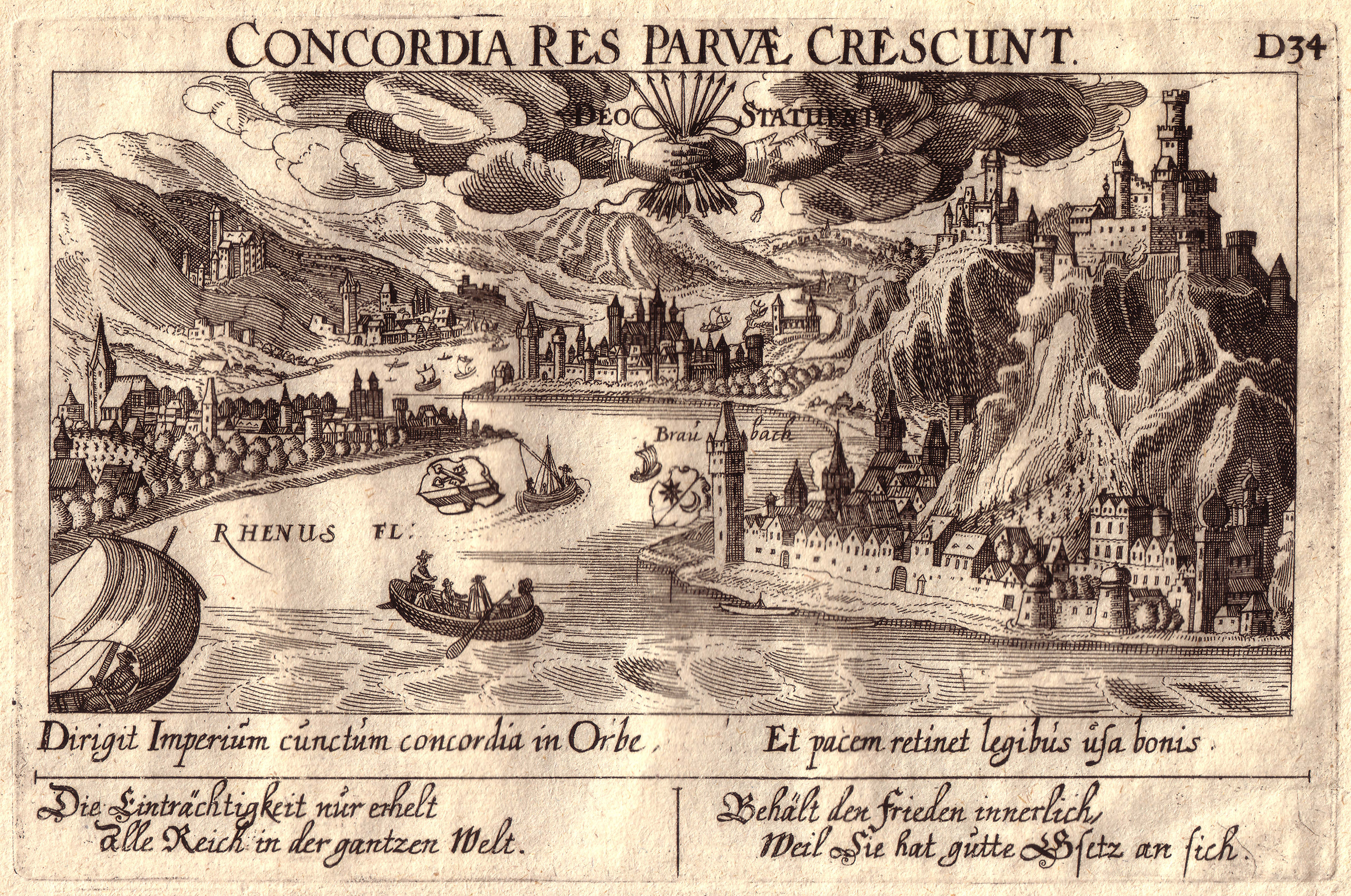
Braubach sur le Rhin - gravure cuivre vers 1630

Compte tenu de son remariage en 1599, le douaire de Braubach était démantelé en 1602 pour d’abord être fragmenté en parts égales aux 3 lignées de Hesse restants, à savoir Cassel, Marbourg et Darmstadt. Par la suite, Louis IV de Hesse-Marbourg avait renoncé de sa part au profit de son neveu Maurice de Hesse-Cassel. De ce fait, deux tiers de l’administration Braubach et de Rhens appartenait alors au landgraviat de Hesse-Cassel et un tiers à celui de Hesse-Darmstadt. Mais puisque vers 1627 la totalité du comté allait à Hesse-Darmstadt, l’administration Braubach y allait également, pour ainsi redevenir protestante.
Cependant en 1643 Braubach quittait à nouveau et maintenant définitivement l’union politique du comté de Katzenelnbogen, car le landgrave Georges II de Hesse-Darmstadt avait transmis l’administration de Braubach à son frère Johann qui désormais appelait la nouvelle lignée « Hesse-Braubach ».
Lorsque le landgraviat de Hesse-Cassel s’était approprié le comté sud de Katzenelnbogen en 1647, Jean de Hesse-Braubach prenait une position neutre, ce que lui valait que son territoire restât en dehors de l’arrangement du conflit de Hesse du 14 avril 1648, selon lequel le reste du comté devait être remis à la maison de Hesse-Cassel. Ce contrat confirmait la mise en gage de l’administration Braubach et de la paroisse Katzenelnbogen au landgrave Johann et à ses héritiers, mais concédait à Hesse-Cassel une part au cas ou il n’y avait pas d’héritier naturel. Ce fut le cas en 1651 et l’administration de Hesse-Braubach retournait vers le landgraviat de Hesse-Darmstadt.
Après les congrès de Vienne, la ville devenait part du duché de Nassau, puis siège de l’administration Braubach de Nassau le 1er juillet 1816.
En l’an 1866, Braubach devenait prussien, après que le royaume de Prusse avait annexé le duché de Nassau, à la suite de la guerre austro-prussienne.
Après la Première Guerre mondiale la ville de Braubach était occupée par la France jusqu’en 1929. Puis après la Seconde Guerre mondiale, elle était également en zone française jusqu’à la création du Land Rhénanie-Palatinat dans lequel elle se trouve aujourd’hui.
Braubach était le siège de l’administration de la communauté des communes de Braubach de 1972 jusqu’en 2012. Elle est depuis le second lieu de l’administration de la nouvelle communauté des communes « Loreley ».

## Sites culturels et touristiques
- Braubach appartient à l’évêché catholique de Limbourg et au district de Rhin-Lahn ; puis à la paroisse de Braubach/Kamp-Bornhofen, à la communauté ecclésiastique du « Hl. Geist » (du Saint Esprit), ainsi qu’à l’église protestante de Hesse et de Nassau.
- La vieille ville avec ses ruelles étroites est encore aujourd’hui pourvue de nombreuses maisons à colombages datant du XVIe au XVIIIe siècle.

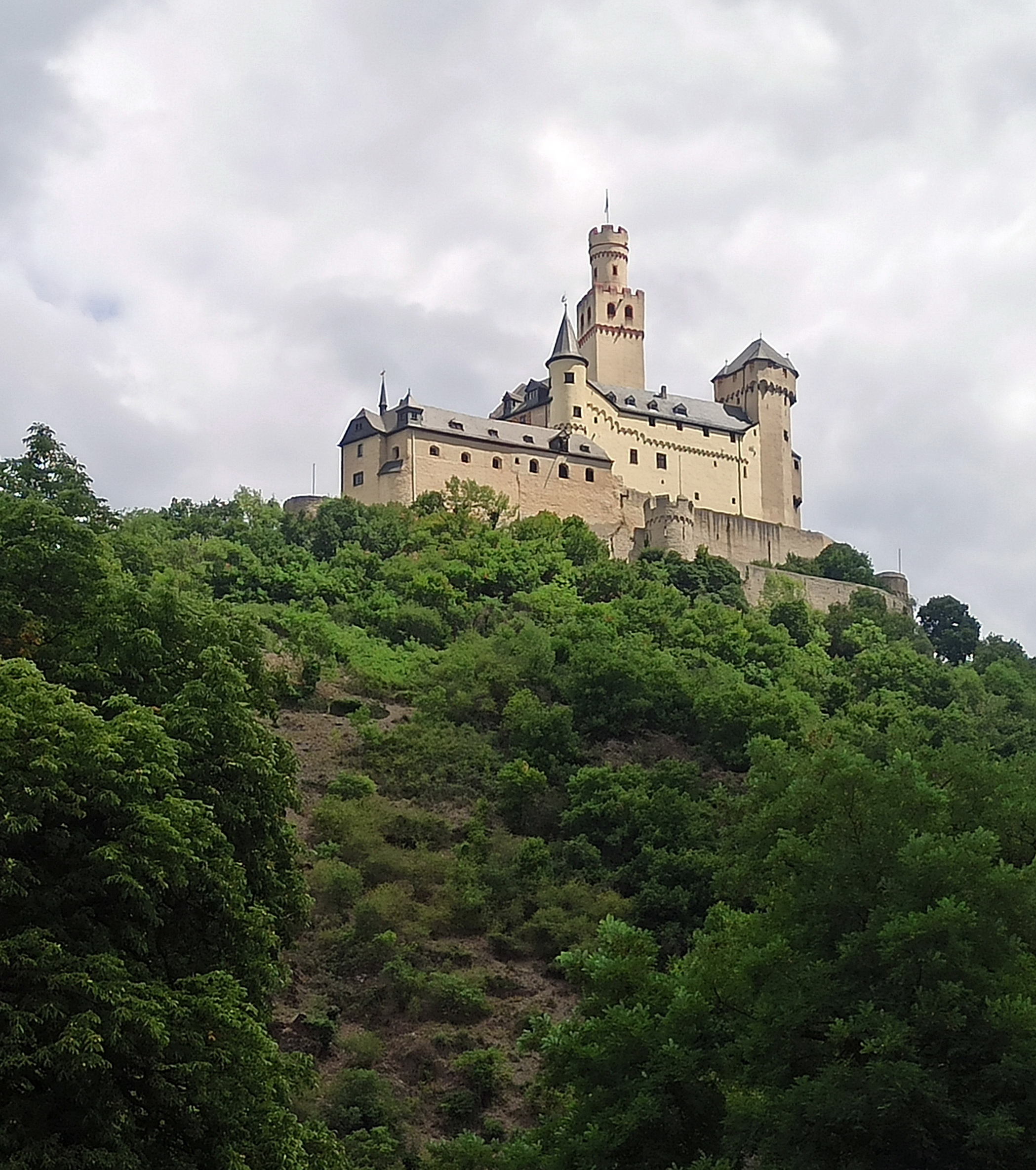
Marksburg en juillet 2020

- Le fameux château fort du Marksburg est l’exemple parfait d’un château médiéval sur les hauteurs de cette vallée rhénane. C'est le seul château en hauteur de la vallée qui n’a jamais été détruit depuis sa construction au Moyen Âge. C’est seulement avec la construction d’un autre château à Braubach, celui du Philippsburg en bas de la vallée, que le nom de Marksburg fut donné. Il vient en fait du nom de l’évangéliste saint Marc (St. Markus) qui est le patron de la chapelle du château. Le château du Marksburg est depuis 1900 la propriété de l’association allemande des châteaux forts qui a son siège au château même depuis 1931.
- Le château de Philippsburg été érigé de 1568 à 1571 dans la vallée en dessous du Marksburg. Il est aujourd’hui le siège de L’Institut Européen des Châteaux Forts contenant une bibliothèque spécifique ouverte aux chercheurs qui travaillent sur les aspects scientifiques du sujet des châteaux forts et les fortifications.
- L’église Sainte-Barbara, ancienne église paroissiale, construite en 1276 à proximité immédiate du mur d’enceinte de la ville, dont la tour nord-ouest, plus tard, a été transformée en clocher. En remarque le toit spécial, monté en 1688 avec quatre lucarnes. Après la réforme protestante, l’église Sainte-Barbara est devenue protestante, faisant office d’église paroissiale pour cette communauté jusqu’en 1901. Au cours des siècles, ce bâtiment a souvent été endommagé. Il sert aujourd’hui comme centre communal protestant. De l’époque initiale subsistent le clocher et le chœur.

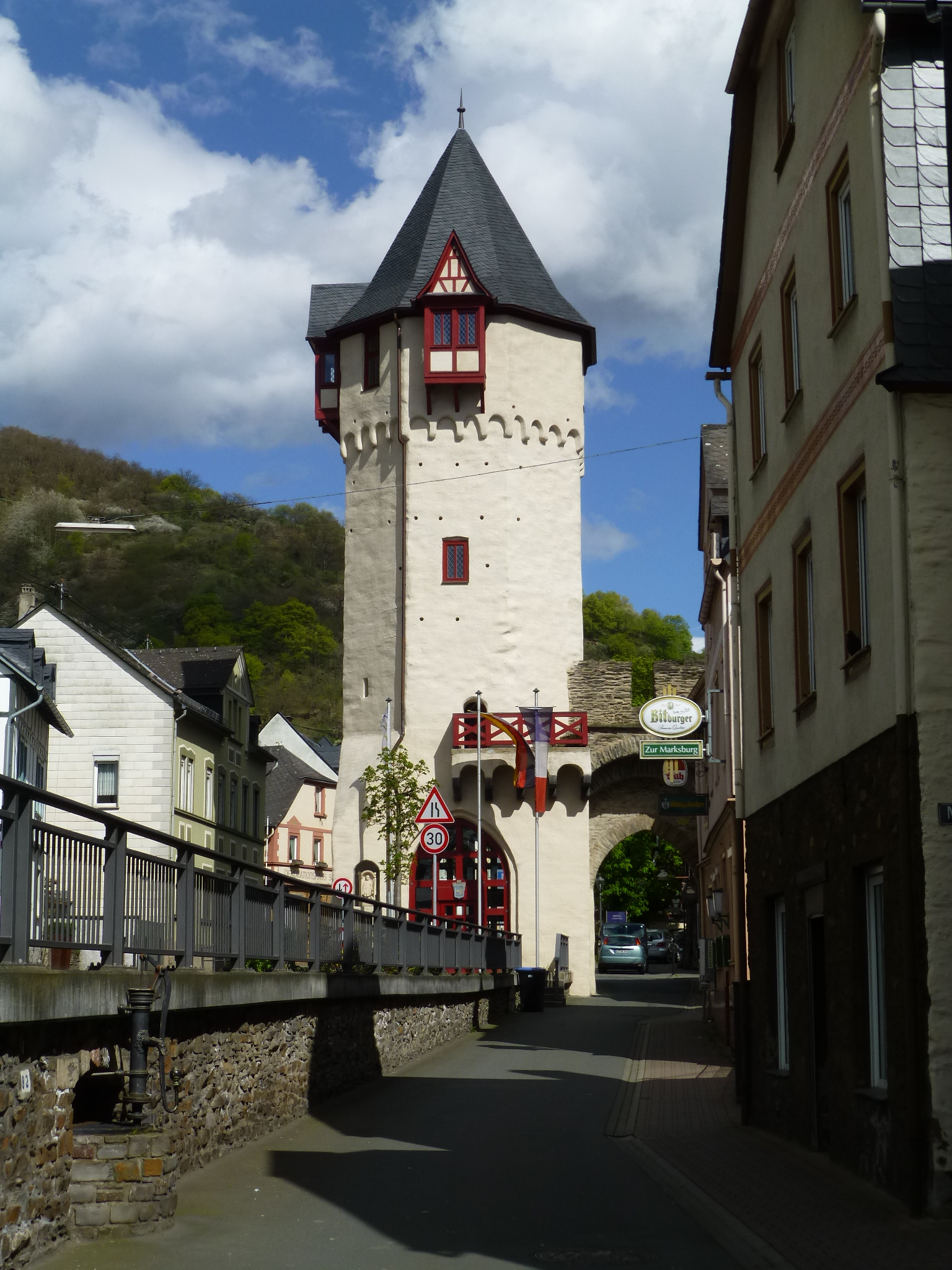
La porte de l'Obertor, Braubach

- La porte de l'Obertor, BraubachL’église protestante Saint-Marc, construite en 1901 par le maitre constructeur d'églises Ludwig Hofmann.
- La chapelle Saint-Martin – le plus vieux bâtiment d’église à Braubach, datant de 1242, mais déjà mentionnée vers l’an 1000.
- La « Obertor » (la porte supérieure) constituant la porte d’accès la plus à l’est de la ville.
- Le mémorial de guerre dans les aménagements de la rive du Rhin, en mémoire des morts des guerres 1870/71 et 1914/18.
- La tombe de Heinrich Schlusnus – un fameux chanteur d’opéra et de concerts.
- Le Gasthaus Eckfritz – une veille taverne qui fut créé pour les paysans en 1597. C’est une petite maison typique à colombages. Un endroit rustique, encore ouvert aujourd’hui, avec des boiseries foncées à l'intérieur[1].

## Économie et infrastructure
- L’activité à Braubach s’est concentrée pendant de nombreuses années sur la viticulture, sur l'artisanat et aussi sur l'extraction minière dont il était mention déjà en 1301. La fonderie de plomb et d’argent de Braubach existait depuis 1691. Celle-ci était, jadis, la cause d’un impact environnemental non négligeable. Ce n’est plus valable aujourd’hui, grâce à de nombreuses mesures prises, puis finalement la transformation de l’usine en unité de recyclage uniquement. Une étude des services médicaux de l'environnement a démontré, en 2010, qu’il n’y a pas d’inquiétude sur la santé humaine. Aujourd’hui, c’est une unité moderne de recyclage de batteries (Berzelius Metall), travaillant selon les exigences très strictes en matière d’environnement.
- L'activité touristique, favorisée par le Marksburg, débutait déjà au XIXe siècle, et devenait vite un secteur économique essentiel pour la ville. Pendant les années 1930 se sont construits de grands hôtels. Après un certain déclin du tourisme pendant les années 1970, un regain pouvait être constaté après l’inscription de la vallée au patrimoine mondial de l'UNESCO et la création du grand chemin de randonnée du Rheinsteig.
- Le chemin de randonnée du Rheinsteig va de Bonn à Wiesbaden en passant par les hauteurs qui bordent le Rhin (passant, entre autres, par le Marksburg). Il y a aussi le Rhin-Camino (de) (chemin de Saint-Jacques) qui passe à Braubach le long du fleuve jusqu’à Strasbourg et Bâle.
- La viticulture reste toujours une activité à Braubach.

## Évènements réguliers
- « Rhein in Flammen » en français : Le Rhin en flammes. C’est traditionnellement une suite de grands feux d'artifice le long du Rhin et de ses châteaux, idéalement observés à partir d’un des nombreux bateaux de croisières qui passent alors en convois. Dans la région de Braubach, le « Rhein in Flammen » a lieu tous les ans le deuxième samedi du mois d’août. Le parcours des bateaux débute alors à Spay en passant par Braubach avec son Marksburg, puis les localités de Brey, de Rhens, le château de Stolzenfels, la ville de Lahnstein avec son château fort de Burg Lahneck, l’embouchure de la Lahn, pour finir à Coblence devant le rocher de la forteresse « Ehrenbreitstein » (en face de l’embouchure de la Moselle) ou une grande finale est tirée.
- La fête du vin a lieu à Braubach depuis 1922. Cela donnait aux vignerons une possibilité d’écouler leur vin de l’année précédente, dans le but de créer de la place dans les caves pour le nouveau millésime. Au début, ils posaient leurs fûts simplement sur la rue, ce qui devenait vite une tradition, car les gens de Braubach appréciaient ce genre de buvettes au cout raisonnable. La fête annuelle a finalement été fixée au premier week-end d’octobre, car cette date précède généralement les vendanges. Ainsi, la dernière fête du vin de la saison, dans la région du Rhin moyen, est celle de Braubach.
- Le marché de Noël de Braubach s’apprécie pour son atmosphère romantique dans le décor médiéval de la vieille ville. Il a lieu tous les ans pendant le deuxième week-end de l’Avent à partir de 14 heures chaque jour. Les stands se dressent alors depuis la rue Obermarktstraße en passant par l’historique place du marché jusqu’à la rue Schloßstraße. Y sont proposés notamment des articles artisanaux de fabrication manuelle. Cela va des fleurs séchées, par des broderies, des réalisations en patchwork, jusqu’à des horloges de fabrication manuelle, des œuvres en bois et, bien sûr, des crèches de Noël avec leurs accessoires. La ville de Braubach, en tant qu’organisatrice de l’événement, accorde une grande importance au choix des stands. La priorité est accordée aux artistes manuels et à des marchandises qui s’accordent avec le thème de l’Avent et de Noël.

## Jumelage
Villeneuve-sur-Yonne (France)
Des échanges scolaires ont lieu régulièrement entre Villeneuve-sur-Yonne et Braubach, depuis 1962.

## Personnalités

### Personnalités nées à Braubach
- Joseph Blum (1831–1888), Maire et député du parlement du land[2]
- Emilie Brentano, née Genger (* 27 septembre 1810 à Braubach; † 1er octobre 1882 à Aschaffenburg), première éditrice des « œuvres sélectionnées » (Gesammelten Schriften) du poète Clemens Brentano.
- Otto Dressler (de) (* 1er novembre 1930 à Braubach; † 11 juillet 2006 à Munich), sculpteur et artiste de scène
- Michael Lieber (* 1953 à Braubach), homme politique, administrateur du district de Altenkirchen.
- Franz Friedrich Röhling (de) (1796–1846), éditeur de Coblence
- August Schenck (de) (1744–1806), président du haut tribunal d’appel de Darmstadt
- Heinrich Schlusnus (* 6 aout 1888 à Braubach; † 18 juin 1952 à Francfort sur le Main), chanteur d’opéra et de concerts (baryton).
- Will Tremper (de) (* 19 septembre 1928 à Braubach; † 14 décembre 1998 à Munich), pianiste, réalisateur et metteur en scène.
- Hannes Wildecker (de) (* 19 décembre 1944 à Hinterwald/Braubach), écrivain

### Personnalités liées à la commune de Braubach
- Jean de Hesse-Braubach (* 17 juin 1609 à Darmstadt; † 1er avril 1651 à Ems) était landgrave de Hesse et commandant.
- Johann Christian de Boyneburg (* 12 avril 1622 à Eisenach ; † 8 décembre 1672 à Mayence) était premier ministre sous le landgrave Johann de Hesse-Braubach, puis homme d’état et diplomate.
- Johann Balthasar Schupp (* 1er mars 1610 à Gießen; † 26 octobre 1661 à Hambourg) était de 1647 à 1649 prédicateur et surintendant de la cour de Braubach, puis écrivain satirique et poète ecclésiastique.
- Bodo Heinrich Justus Ebhardt (* 5 janvier 1865 à Brême; † 13 février 1945 sur le Marksburg à Braubach) était architecte, historien en architecture, castellelogue, fondateur et président de l’association allemande des châteaux forts, pendant de nombreuses années.
- Timo Scheider (* 10 november 1978 à Lahnstein) est un coureur automobile. Il a gagné le titre DTM en 2008 et 2009.
- Karl Heidelbach (de) (* 26 mars 1923 à Hanau; † 1993 à Cologne) était un peintre allemand qui vécut et travailla de 1950 à 1967 dans le château de Philippsbourg à Braubach.

## Liens externes

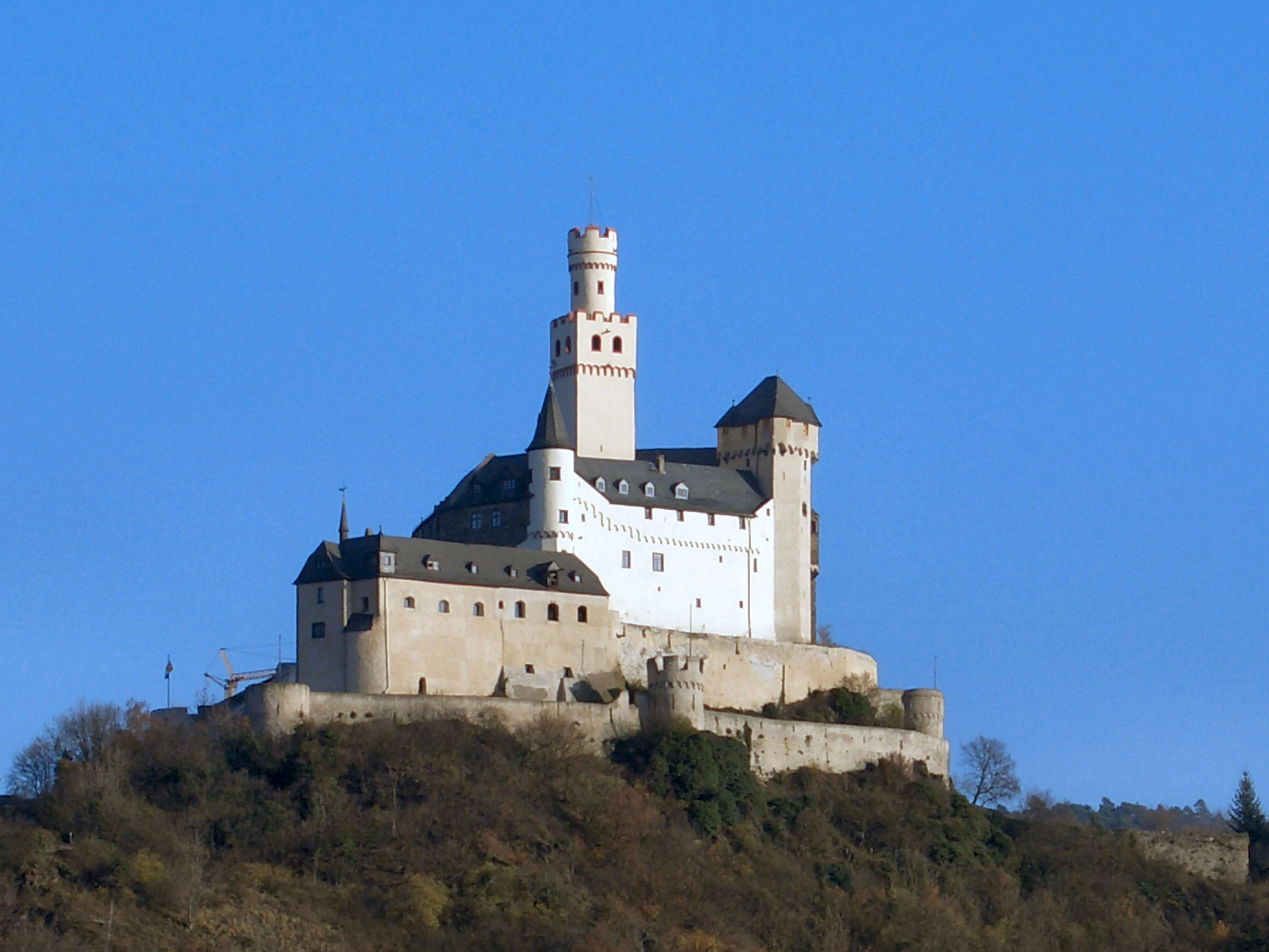
Château de Marksburg